# Надін (тропічний шторм, 2024)
Тропічний шторм «Надін» (англ. Tropical Storm Nadine) — короткочасний тропічний циклон, який обрушився на Беліз у жовтні 2024 року. Чотирнадцятий названий шторм сезону атлантичних ураганів 2024 року. Пізніше залишки шторму сприяли утворенню урагану Крісті у східній частині Тихого океану.
Надін принесла сильні дощі на північ Центральної Америки, включно з місцем виходу на сушу в Беліз і південну Мексику, де в результаті повені загинуло п'ятеро людей.

## Метеорологічна історія

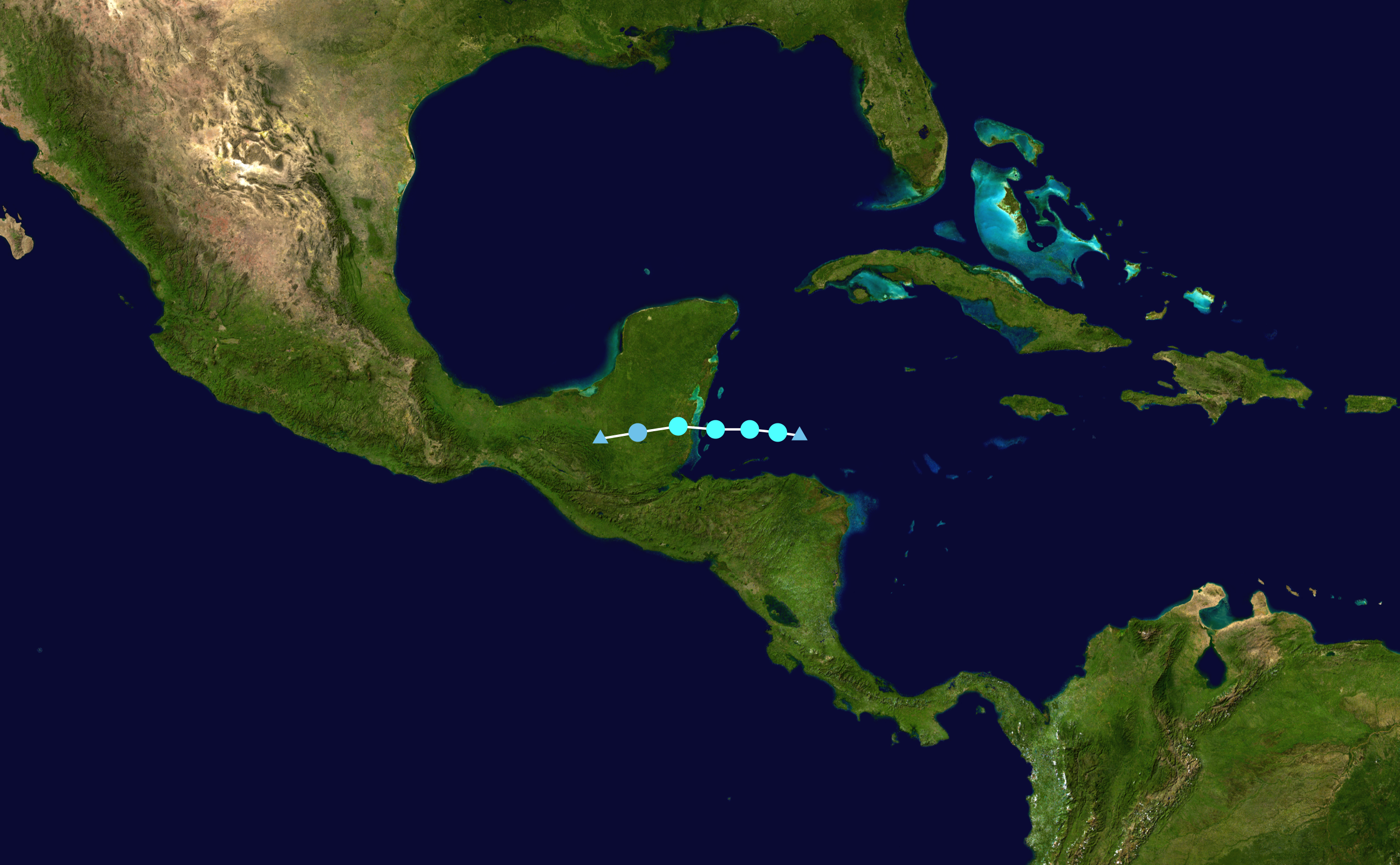
Карта шляху і інтенсивності Тропічного шторму Надін за шкалою Саффіра–Сімпсона

15 жовтня в південно-західній частині Карибського моря утворилася широка область низького тиску. Протягом наступних кількох днів повільно рухалося на північний-захід від узбережжя Центральної Америки. У міру того, як він продовжував рухатися біля узбережжя, 17 і 18 жовтня температура повітря поступово ставала чіткішою, а пов’язані з нею зливи та грози також ставали краще організованими. Таким чином, система була позначена потенційним тропічним циклоном 15 вдень 18 жовтня. Система швидко розвинула замкнуту циркуляцію, і була позначена тропічним штормом «Надін» рано наступного дня, коли близько 120 миль (190 км) на схід від міста Беліз. Надін поступово посилювалася, наближаючись до узбережжя Белізу, досягаючи швидкості вітру 60 миль/год (95 км/год), перш ніж вийти на сушу біля Беліз-Сіті. Через кілька годин Надін ослаб до тропічної западини всередині країни над північною Гватемалою. Перетинаючи південно-східні частини Мексики вранці 20 жовтня, система виродилася в залишковий мінімум. Залишки Надіна врешті-решт увійшли до басейну Тихого океану, де вони були поглинені западиною низького тиску в затоці Теуантепек, що призвело до формування урагану Крісті 21 жовтня.

## Підготовка та вплив
У другій половині дня 18 жовтня сповіщення про тропічний шторм було видано з міста Беліз на північ до кордону Белізу та Мексики, а звідти на північ до Тулума, Кінтана-Роо. Пізніше їх було оновлено до попереджень.